# Vinícola Legado
Vinícola Legado é uma vinícola boutique brasileira com sede na cidade de Campo Largo-PR, comandada pela sommelier Heloise Merolli.
Localizada em Bateias, zona rural de Campo Largo, possui cerca de 10 hectares de vinhedos em solo argilo-calcário, a 1040 metros de altitude, e é uma das poucas vinícolas da Região Metropolitana de Curitiba a possuir vinhedo próprio com vinícola integrada. A vinícola, que iniciou suas atividades em 2006, produz, atualmente, entre 10 mil e 15 mil garrafas por ano, e já foi eleita pelo público, por duas vezes, a melhor experiência em enoturismo do Paraná.. 

## História
O projeto da Vinícola inicia-se em 1998 quando, na terra onde hoje se encontra a Vinícola Legado, ocorreu a plantação de duzentas mudas, em caráter experimental, de Cabernet Sauvignon importadas da França, que a empresária Heloise Merolli ganhou de presente de casamento de um dos padrinhos. Essa plantação é considerada um marco por ter sido primeiro projeto de cultivo de uvas viníferas na Região Metropolitana de Curitiba após o declínio da viticultura do Estado que ocorreu no anos 1970 em função do ataque da "pérola" (Rizococus brasiliensis) aos vinhedos.
Em 2003, Heloise Merolli, que havia acabado de ficar viúva, herdou do espólio a fazenda no município paranaense de Campo Largo, que, à época, tinha como atividades principais a criação de suínos e bovinos leiteiros. Em 2006, ao assumir de fato a administração da fazenda, após um estudo técnico do solo, ela decidiu trocar a atividade principal da fazenda e investir na produção de vinhos. Mas durante os anos de transição, a empresária manteve essas atividades em paralelo. Em 2008, a fazenda começou a comercializar em larga escala os primeiros vinhos, marcados pelo espumante Flair como marco de primeiro produto elaborado pela Vinícola.
Em 2017, a Vinícola foi uma das primeiras associadas à Associação de Viticultores do Paraná – VINOPAR.
Em 2021, por conta de seu trabalho com a vinícola, Heloise Merolli foi agraciada com o "Prêmio Acicla Mulher".
Em 29 de março de 2021, a vinícola foi capa da edição de domingo do jornal O Estado de S. Paulo 

## Prêmios e Indicações
Vinícola
| Ano  | Prêmio                               | Categoria                                | Resutado | Ref.          |
| ---- | ------------------------------------ | ---------------------------------------- | -------- | ------------- |
| 2018 | I Prêmio Brindô (Festival WineFest)  | Experiência em Enoturismo (voto popular) | Venceu   | [ 12 ]        |
| 2019 | II Prêmio Brindô (Festival WineFest) | Experiência em Enoturismo (voto popular) | Venceu   | [ 12 ] [ 16 ] |

Vinhos
Fonte: 
| Ano                                        | Prêmio                                         | Categoria                          | Produto Indicado                   | Resutado                       | Ref.                |
| ------------------------------------------ | ---------------------------------------------- | ---------------------------------- | ---------------------------------- | ------------------------------ | ------------------- |
| 2016                                       |                                                |                                    |                                    |                                |                     |
| Prêmio Bom Gourmet (Jornal Gazeta do Povo) | 50 Melhores melhores vinhos tintos brasileiros | Sfizio Pinot                       | incluído                           | [ 18 ]                         |                     |
| Guia Adega Vinhos do Brasil                |                                                | Flair Brut                         | 86 pontos                          |                                |                     |
| Guia Adega Vinhos do Brasil                |                                                | Flair Rosé Brut                    | 85 pontos                          |                                |                     |
| Guia Adega Vinhos do Brasil                |                                                | Sapienza Cabernet Sauvignon Merlot | 89 pontos                          |                                |                     |
| Guia Adega Vinhos do Brasil                |                                                | Sfizio Fiano                       | 87 pontos                          |                                |                     |
| Guia Adega Vinhos do Brasil                |                                                | Sfizio Viogner                     | 88 pontos                          |                                |                     |
| Guia Adega Vinhos do Brasil                |                                                | Sfizio Pinot Noir                  | 87 pontos                          |                                |                     |
| Guia Adega Vinhos do Brasil                |                                                | Sapienza Demi-Sec                  | 84 pontos                          |                                |                     |
| 2017                                       | Guia Adega Vinhos do Brasil                    |                                    | Flair Brut                         | 87 pontos                      |                     |
| 2017                                       | Guia Adega Vinhos do Brasil                    |                                    | Flair Rosé Brut                    | 87 pontos                      |                     |
| 2017                                       | Guia Adega Vinhos do Brasil                    |                                    | Sapienza Rosé                      | 84 pontos                      |                     |
| 2017                                       | Guia Adega Vinhos do Brasil                    |                                    | Sfizio Lote 13                     | 89 pontos                      |                     |
| 2017                                       | ViniBraExpo                                    | Top 10 Vinhos do Brasil            | Sfizio Lote 13                     | Incluído                       | [ 19 ]              |
| 2017                                       | ViniBraExpo                                    | Top 10 Vinhos do Brasil            | Flair Brut 2104                    | Venceu                         | [ 19 ]              |
| 2018                                       | XVI Concours Mondial de Bruxelles              |                                    | Flair Nature                       | Medalha de Ouro                | [ 19 ] [ 7 ] [ 20 ] |
| 2018                                       | XVI Concours Mondial de Bruxelles              | Flair Brut                         | Medalha de Prata                   |                                | [ 19 ] [ 7 ] [ 20 ] |
| 2018                                       | ViniBraExpo                                    | Top 10 Vinhos do Brasil            | Sapienza Rosé                      | Incluído                       | [ 19 ] [ 21 ]       |
| 2018                                       | Grande Prova de Vinhos do Brasil               |                                    | Flair Rosé Brut                    | Medalha de Bronze              |                     |
| 2018                                       | Grande Prova de Vinhos do Brasil               |                                    | Sapienza Cabernet Sauvignon Merlot | Medalha de Bronze              |                     |
| 2018                                       | Grande Prova de Vinhos do Brasil               |                                    | Sfizio Fiano                       | Medalha de Bronze              |                     |
| 2019                                       | American Fine Wine Association Awards          | The Rosé Competition               | Sapienza Rosé                      | Medalha de Prata               | [ 19 ]              |
| 2019                                       | American Fine Wine Association Awards          | The Rosé Competition               | Flair Rosé Brut 2015               | Medalha de Prata               | [ 19 ]              |
| 2019                                       | Wines of Brazil Awards                         |                                    | Flair Nature                       | Medaha de Ouro                 |                     |
| 2019                                       | Wines of Brazil Awards                         |                                    | Sapienza Cabernet Sauvignon Merlot | Preiado com a "WBA Commended"  |                     |
| 2019                                       | Wines of Brazil Awards                         |                                    | Sapienza Rosé                      | Premiado com a "WBA Commended" |                     |
| 2019                                       | Wines of Brazil Awards                         |                                    | Flair Brut                         | Medalha de Ouro                |                     |
| 2019                                       | Wines of Brazil Awards                         |                                    | Sfizio Fiano All'antica            | Premiado com a "WBA Commended" |                     |
| 2019                                       | Wines of Brazil Awards                         |                                    | Sfizio Viogner                     | Medalha de Ouro                |                     |
| 2019                                       | Wines of Brazil Awards                         |                                    | Sfizio Rosé                        | Premiado com a "WBA Commended" |                     |
| 2019                                       | Grande Prova de Vinhos do Brasil               |                                    | Flair Brut                         | Medalha de Ouro                |                     |
| 2019                                       | Grande Prova de Vinhos do Brasil               |                                    | Sapienza Rosé                      | Medalha de Ouro                |                     |
| 2019                                       | Grande Prova de Vinhos do Brasil               |                                    | Sfizio Viogner                     | Medalha de Ouro                |                     |
| 2019                                       | Grande Prova de Vinhos do Brasil               |                                    | Sfizio Rosé                        | Medalha de Ouro                |                     |

### Honrarias
- 2021 - Heloise Merolli foi agraciada com o "Prêmio Acicla Mulher" pelo seu trabalho à frente da vinícola.[15]